# 6000 ميل (رواية)

## ملخص الرواية
رواية للكاتب الفلسطيني، محمد مهيب جبر. فازت بجائزة الشارقة لأفضل رواية عربية لعام 2013.
تدور أحداث الرواية حول آثار النكبة الفلسطينية وما عاناه الشعب الفلسطيني على مدى 64 عاماً من اغتصاب الأرض وتهجير أصحابها، ومعاناتهم في الشتات وأماكن اللجوء.

تقدم رواية «6000 ميل» طرحاً جدلياً لمفهوم الوطن والعائلة وعلاقة الإنسان بالمكان من منظور أن المكان هو الذي يتعرف إلى الإنسان حينما لا يعرفه الإنسان، ويتمثل ذلك في شخصية بطل الرواية «بيت مارتينيك»، الذي يصل إلى الـ60 من عمره، وهو لا يعرف الوطن الذي ينتمي إليه، ولا اسم العائلة التي يجري دمها في عروقه وعروق أبنائه.

يقدم الكاتب في الرواية شخصية رجل ولد لأب فلسطيني قذفت به نكبة عام 1948، ليصل إلى جزر المارتينيك في رحلة لم يكن مخططاً لها ودون أية أوراق رسمية تدل على هويته، بعدما أطلق سراحه في صفقة لتبادل الأسرى بعد أسره وهو يدافع عن قريته التي لا يعرف هو ولا والدته من اسمها المركب غير كلمة «بيت»، التي يتبين أنها بادئة للكثير من القرى الفلسطينية التي دمرها الاحتلال الإسرائيلي. ويقرر «بيت مارتينيك» أن يقطع 6000 ميل هي المسافة بين جزر المارتينيك وفلسطين ليعرف هويته ومكانه. 

وتكشف الرواية من خلال توثيق تاريخي وثقافي ما حل بالشعب الفلسطيني خلال 64 عاماً، والعذاب الذي عاشه من نجا من الموت ومن طرد ومن بقي في الأرض عام 1948، وينتظر عودة اللاجئين إلى أرضهم، في الوقت الذي يزداد فيه الاحتلال في مشروعاته الاستيطانية، معتمداً على بطشه وتزييف التاريخ..

صدر منها طبعتان:

الطبعة الثانية: صدرت عن الدار العربية للعلوم-ناشرون في مايو/أيار 2014

الطبعة الأولــى: صدرت عن "دار الجندي للنشر والتوزيع- القدس في مارس/آذار 2013

وللكاتب رواية أخرى بعنوان «90-91»، وقد صدرت في أغسطس عام 2012

## الأصدارات الألكترونية
- مكتبة النيل والفرات- رواية 6000 ميل- الطبعة الأولى
- مكتبة النيل والفرات- رواية 6000 ميل- الطبعة الثانية
- Hello Books- الطبعة الأولى

## الجوائز
- جائزة الشارقة لأفضل رواية عربية لعام 2013.

## دراسات ومقالات نقدية عن الرواية
- دراسة نقدية للأستاذ الدكتور عادل الأسطة[1]
- دراسة نقدية للدكتور عبدالقادر رابحي [2]
- دراسة نقدية للدكتور أحمد عبد المنعم العقيلي[3]
- مقال نقدي للأستاذ أحمد زكارنة [4]
- قراءة نقدية للكاتب جميل السلحوت[5]
- قراءة نقدية للروائي جمعة السمان[6]
- قراءة نقدية للأستاذ هيثم حسين[7]

## وصلات داخلية
- صفحة رواية "90-91"
- صفحة مجموعة القصص القصيرة: إنشباك
- صفحة مجموعة القصص القصيرة: إغتراب